# Rhizomonanthes curvifolia
Rhizomonanthes curvifolia là một loài thực vật có hoa trong họ Loranthaceae. Loài này được (K. Krause) Danser miêu tả khoa học đầu tiên năm 1933.